# Берман-Родин, Александр Николаевич
Алекса́ндр Никола́евич Бе́рман-Ро́дин (8 мая 1936 — 10 сентября 2003) — народный артист Российской Федерации (1996), клоун-пародист, обладатель цирковой премии «Оскар» в Брюсселе.

## Биография
Родился в Улан-Удэ, где его родители, цирковые артисты, были на гастролях.
После войны окончил школу и железнодорожное училище, работал слесарем на заводе «Изолит».
С 1958 года — в цирке: ученик, помощник клоуна, клоун (до 1966 года — в группе своего дяди — Константина Александровича Бермана). Некоторое время работал у Карандаша.
С 1970 года — соло-ковёрный, с 1973 — ковёрный-пародист. Выступал в разных цирках.
Амплуа — жизнерадостный озорной проказник.
Похоронен на Преображенском кладбище.